# Eight Days a Week
Eight Days A Week (Lennon/McCartney) är en låt av The Beatles från 1964.

## Låten och inspelningen
Denna låt skrevs huvudsakligen av Paul McCartney som kanske hade tänkt få med den på A Hard Day’s Night, även om den inte hann bli färdig. Man experimenterade 6 oktober 1964 med ett körarrangemang som inte lyckades på sex tagningar. Man spolade detta arrangemang och återupptog inspelningen 18 oktober 1964 då man behövde ytterligare sju tagningar för att få den att sitta. Lennon fick sjunga försång trots att det huvudsakligen var McCartneys låt. Den var för övrigt på vippen att bli en singel innan I Feel Fine kom in i bilden. Den kom med på LP:n Beatles for Sale (utgiven i England 4 december 1964) medan den i USA blev en singel (med b-sidan I Don't Want To Spoil The Party som utgavs 15 februari 1965. (Låten finns däremot inte med på LP:n Beatles '65, som är den amerikanska motsvarigheten till Beatles For Sale. Trots att Eight Days A Week inte släpptes som singel i England blev låten ändå en hit där eftersom den var huvudspår på ett EP-album.)